# Likurgos-Stefanos Tsakonas
Likurgos-Stefanos Tsakonas (gr. Λυκούργος-Στέφανος Τσάκωνας; ur. 8 marca 1990 w Sparcie) – grecki lekkoatleta specjalizujący się w biegu na 200 metrów.
W pierwszych latach kariery nie odnosił znaczących sukcesów startując w imprezach międzynarodowych, dopiero w 2009 na mistrzostwach Europy juniorów w Nowym Sadzie zajął w finale czwartą lokatę. W tym samym sezonie był także ósmy na igrzyskach państw basenu Morza Śródziemnego, a w 2010 jako siódmy minął linię mety podczas mistrzostw Europy. Mistrz Europy młodzieżowców z 2011 roku. Sezon 2012 rozpoczął od zdobycia w Stambule złotego medalu halowych mistrzostw krajów bałkańskich w biegu na 60 metrów. Latem tego roku dotarł do półfinałów mistrzostw Europy oraz igrzysk olimpijskich. Mistrz igrzysk śródziemnomorskich z 2013. Siódmy zawodnik mistrzostw Europy w Zurychu (2014).
Medalista mistrzostw Grecji oraz reprezentant kraju w drużynowych mistrzostwach Europy.
Rekord życiowy: 20,09 (4 czerwca 2015, Rzym).

## Osiągnięcia
| Rok  | Impreza                                 | Miejsce        | Lokata     | Wynik |
| ---- | --------------------------------------- | -------------- | ---------- | ----- |
| 2007 | Mistrzostwa świata juniorów młodszych   | Ostrawa        | półfinał   | 21,49 |
| 2008 | Mistrzostwa świata juniorów             | Bydgoszcz      | półfinał   | 21,83 |
| 2009 | Superliga drużynowych mistrzostw Europy | Leiria         | 5. miejsce | 21,08 |
| 2009 | Mistrzostwa Europy juniorów             | Nowy Sad       | 4. miejsce | 21,16 |
| 2009 | Igrzyska śródziemnomorskie              | Pescara        | 8. miejsce | 21,27 |
| 2010 | Superliga drużynowych mistrzostw Europy | Bergen         | 2. miejsce | 20,69 |
| 2010 | Mistrzostwa Europy                      | Barcelona      | 7. miejsce | 20,90 |
| 2011 | I liga drużynowych mistrzostw Europy    | Izmir          | 5. miejsce | 20,75 |
| 2011 | Młodzieżowe mistrzostwa Europy          | Ostrawa        | 1. miejsce | 20,56 |
| 2012 | Mistrzostwa Europy                      | Helsinki       | półfinał   | DQ    |
| 2012 | Igrzyska olimpijskie                    | Londyn         | półfinał   | 20,52 |
| 2013 | Superliga drużynowych mistrzostw Europy | Gateshead      | 6. miejsce | 20,79 |
| 2013 | Igrzyska śródziemnomorskie              | Mersin         | 1. miejsce | 20,65 |
| 2013 | Mistrzostwa świata                      | Moskwa         | półfinał   | 20,56 |
| 2014 | Mistrzostwa Europy                      | Zurych         | 7. miejsce | 20,53 |
| 2015 | I liga drużynowych mistrzostw Europy    | Heraklion      | 1. miejsce | 20,44 |
| 2015 | Mistrzostwa świata                      | Pekin          | półfinał   | 20,22 |
| 2016 | Mistrzostwa Europy                      | Amsterdam      | półfinał   | 20,48 |
| 2016 | Igrzyska olimpijskie                    | Rio de Janeiro | półfinał   | 20,63 |
| 2017 | Superliga drużynowych mistrzostw Europy | Lille          | 4. miejsce | 10,37 |
| 2017 | Superliga drużynowych mistrzostw Europy | Lille          | 3. miejsce | 20,59 |
| 2017 | Mistrzostwa świata                      | Londyn         | półfinał   | 20,73 |
| 2018 | Mistrzostwa Europy                      | Berlin         | półfinał   | 20,54 |
| 2018 | Mistrzostwa Europy                      | Berlin         | eliminacje | 39,49 |